# استسقاء سلوي
الاستسقاء السلوي (بالإنجليزية: Polyhydramnios)‏ هو زيادة السائل السلوي أو الأمينوسي المحيط بالجنين و يحدث في 1% من الحوامل ، و قد يكون حاداً أو مزمناً، و هو عكس قلة السائل السلوي.

## الأسباب
- عيب خلقي في القناة الهضمية كرتق الاثنا عشر أو الجهاز العصبي للجنين
- متلازمة نقل الدم بين توأمين عبر المشيمة المشتركة؛ فيستقبل أحدهما الكثير من الدم بينما يعاني الآخر من نقصه
- فقر الدم (الأنيميا) لدى الجنين
- عدم توافق فصائل الدم  بين الأم و الجنين
- مرض السكري لدى الأم[4]

## الأعراض و العلامات
تنتج الأعراض عن الضغط الواقع على الرحم و الأعضاء القريبة بسبب زيادة السائل الأمينوسي، و قد تكون الزيادة بسيطة فلا تظهر أية أعراض أو أعراض طفيفة، أما إن كانت الزيادة كبيرة فتسبب:
- صعوبة في التنفس عند الاستلقاء تتحسن بالوقوف
- انتفاخ في الأطراف السفلية و الفرج و البطن
- نقص في البول
- زيادة حجم الرحم مقارنة بعمر الجنين
- صعوبة جس أجزاء الجنين و سماع نبضات قلبه[5]

## المضاعفات
- الولادة المبكرة
- تمزق الأغشية الجنينية المبكر
- انفصال المشيمة المبكر
- تدلي الحبل السري
- ولادة جنين ميت
- نزيف ما بعد الولادة
- الولادة القيصرية[6]

## التشخيص
عن طريق التصوير بالموجات فوق الصوتية: مشعر السائل السلوي > 25 سم، يليها فحوصات أخرى مثل: بزل السائل الأمنيوسي، اختبارات سكري الحوامل، تحليل النمط النووي للجنين (karyotyping) و اختبارات أخرى لصحة الجنين.

## العلاج
علاج السبب كالسكري، و إذا كانت الزيادة طفيفة بلا أعراض، لا تحتاج علاجاً، أما إن تسببت في ألم في البطن أو صعوبة في التنفس أو ولادة مبكرة يتم العلاج بالآتي:
- بزل السائل الأمنيوسي لتقليله و قد يتم لأكثر من مرة لكنه يحمل بعض المخاطر كالولادة المبكرة و انفصال المشيمة المبكر و تمزق الأغشية المبكر.
- العلاج الدوائي بالإندوميتاسين الذي يقلل إنتاج البول لدى الجنين مما يقلل السائل السلوي، و ينصح بعدم استخدامه بعد الأسبوع ال31 من الحمل، و قد يؤذي قلب الجنين لذا يجب متابعته بأشعة الإيكو (تخطيط صدى القلب) و الأشعة فوق الصوتية، كما يسبب غثيان و قيء و ارتجاع معدي مريئي و التهاب المعدة لدى الأم.

و يقوم الطبيب بمتابعة مستوى السائل السلوي كل أسبوع إلى ثلاثة أسابيع بعد العلاج.

### الولادة
إذا كانت الزيادة بسيطة أو متوسطة تتم الولادة في موعدها الطبيعي.
أما إن كانت كبيرة أو تضر بالجنين فتتم في الأسبوع 37 أو قبله لتجنب المضاعفات